# 黑邊副仙女魚
黑邊副仙女魚，為輻鰭魚綱仙女魚目合齒魚亞目副仙女魚科的其中一種，分布於西南太平洋塔斯曼海海域，深度300-800公尺，本魚體色有2褐色寬橫帶，尾鰭各具一條黑色及白色邊，體長可達32.5公分，背鰭軟條11枚;臀鰭軟條8-9枚，為深海底棲性魚類，棲息在底層水域，生活習性不明。

## 擴展閱讀
維基物種上的相關：黑邊副仙女魚